# 内行花文鏡

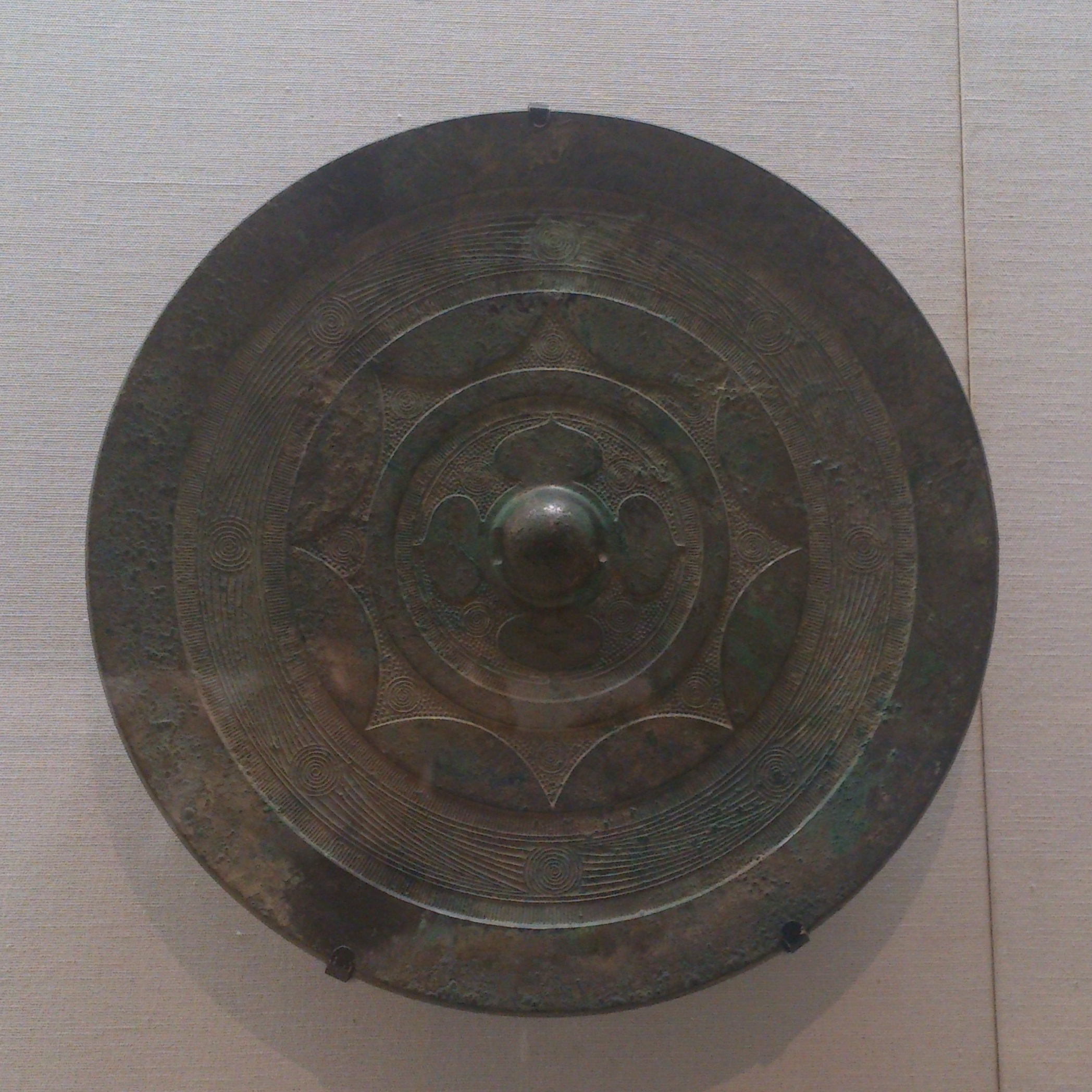
柳本大塚古墳出土鏡・雲雷文内行花文鏡（東京国立博物館）

内行花文鏡（ないこうかもんきょう）とは、中国の後漢代で流行した銅鏡である。
日本には弥生時代から古墳時代にかけて輸入された他、模造して作られた仿製鏡（倭製鏡）もある。

## 概要
中国で後漢代初期に盛行し、黄河流域より北を中心に流通した。内向きの円弧を連ねた連弧文銘帯鏡の銘帯が斜角雷文帯に置き換わって成立したとされ、平面的な幾何学的な文様である事が特徴。また鈕座の四葉文や連弧文に四言の吉祥句を入れるほかには銘文を持たない事が多いが、ハーバード大学美術館蔵の内行花文鏡には永平7年（64年）に公孫家という民間工房で製作され、金額が300銭（下級官吏の月俸より安価）と記されており、日用品として流通していたと考えられる。
中国各地で出土する他、朝鮮の楽浪古墳や日本の弥生時代から古墳時代にかけても出土し、特に古墳時代前期・中期に多数の出土例がある。
三雲南小路遺跡では内行花文鏡系が31面、有田・平原遺跡では内行花文鏡系8面出土するなど、初期は北部九州からの出土が顕著である。
輸入された船載鏡と共に、国内で鋳造された仿製鏡も多数出土し、後述の大型内行花文鏡は大陸での出土例が無いことから仿製鏡とされる。
内行花文鏡は鏡背中央の鈕座の周りに、基本8つの連弧を内向きに一巡させた文様を有する鏡。ただし稀に連弧が11個、9個、6個、5個の鏡も存在する。正式には「連弧文鏡」と呼ばれ、日本では文様を花弁に見立て「内行花文鏡」と呼ばれる。
バリエーションも様々で、大きさは手のひらサイズから祭祀用の大型まで多様であり、図像も連弧の外に雲雷文を並べた雲雷文内行花文鏡や、雲雷文が突起状に飛び出した雲雷文鏡の亜種、鈕座と連弧の間に長宜子孫などの銘文を入れたもの、銘文を連弧外周に並べた内行花文銘帯鏡、鈕座に連珠文を配置するもの、直線と円を使用した紋様を有する直弧文縁内行花文鏡などが存在する。また、連弧と鈕座の間にも多種多様な図像が造形されているものもある。
鈕座はこうもり型、四葉型、円型などがあるが、後述の大型内行花文鏡は八葉型である。
大きさは大小様々であるが、2006年に国宝に指定された福岡県平原方形周溝墓出土品一括の中に直径46.5cmの大型内行花文鏡が含まれており、現在までに日本国内で出土した銅鏡の中では、日本最大の大きさである。
2017年には福岡市博多区井相田の仲島遺跡にて、極めて完形に近く錆も少ない綺麗な状態の内行花文鏡が出土した。

## ギャラリー

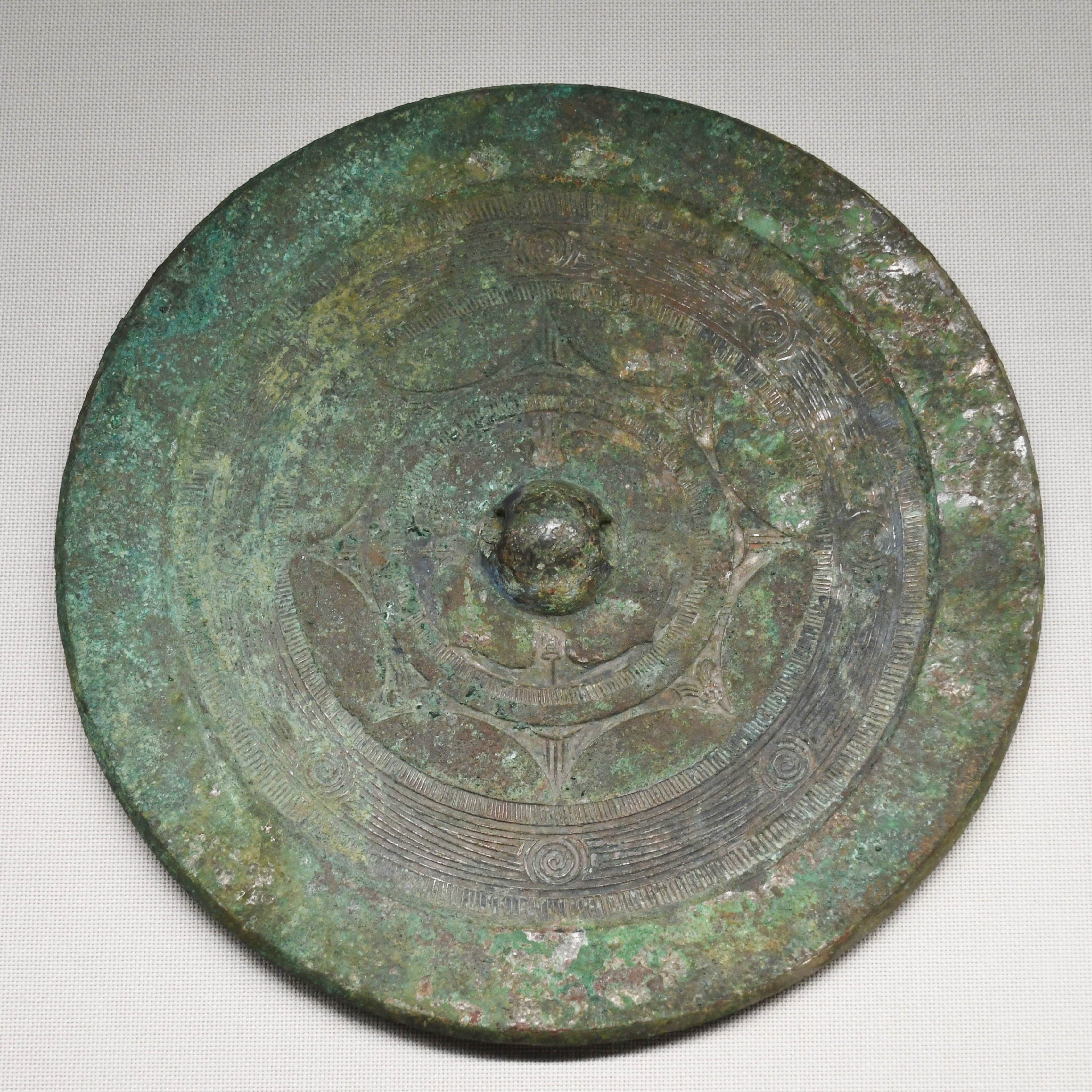
松林山古墳 内行花文鏡 静岡県磐田市。東京国立博物館展示。
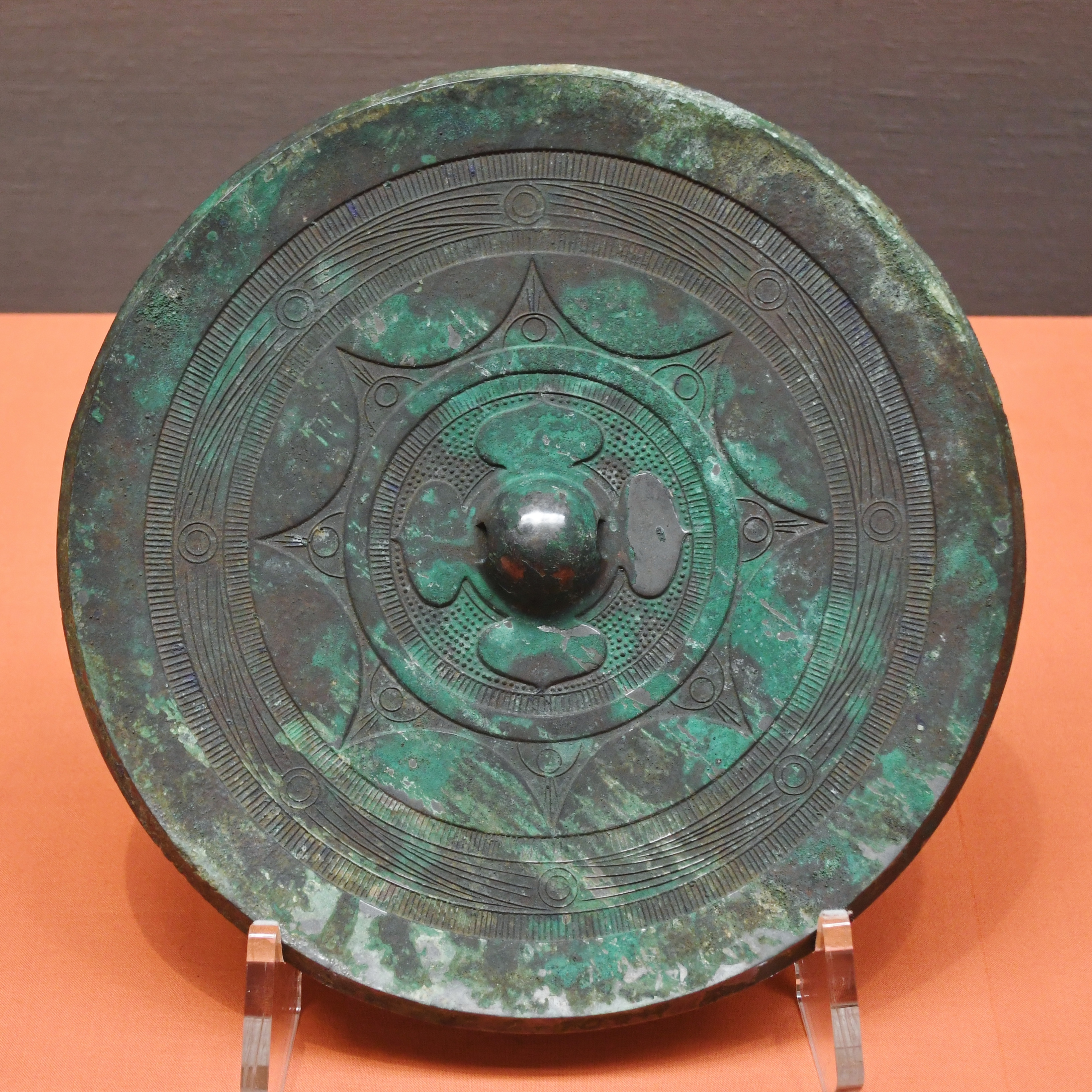
松林山古墳 変形内行花文鏡 静岡県磐田市。東京国立博物館展示。
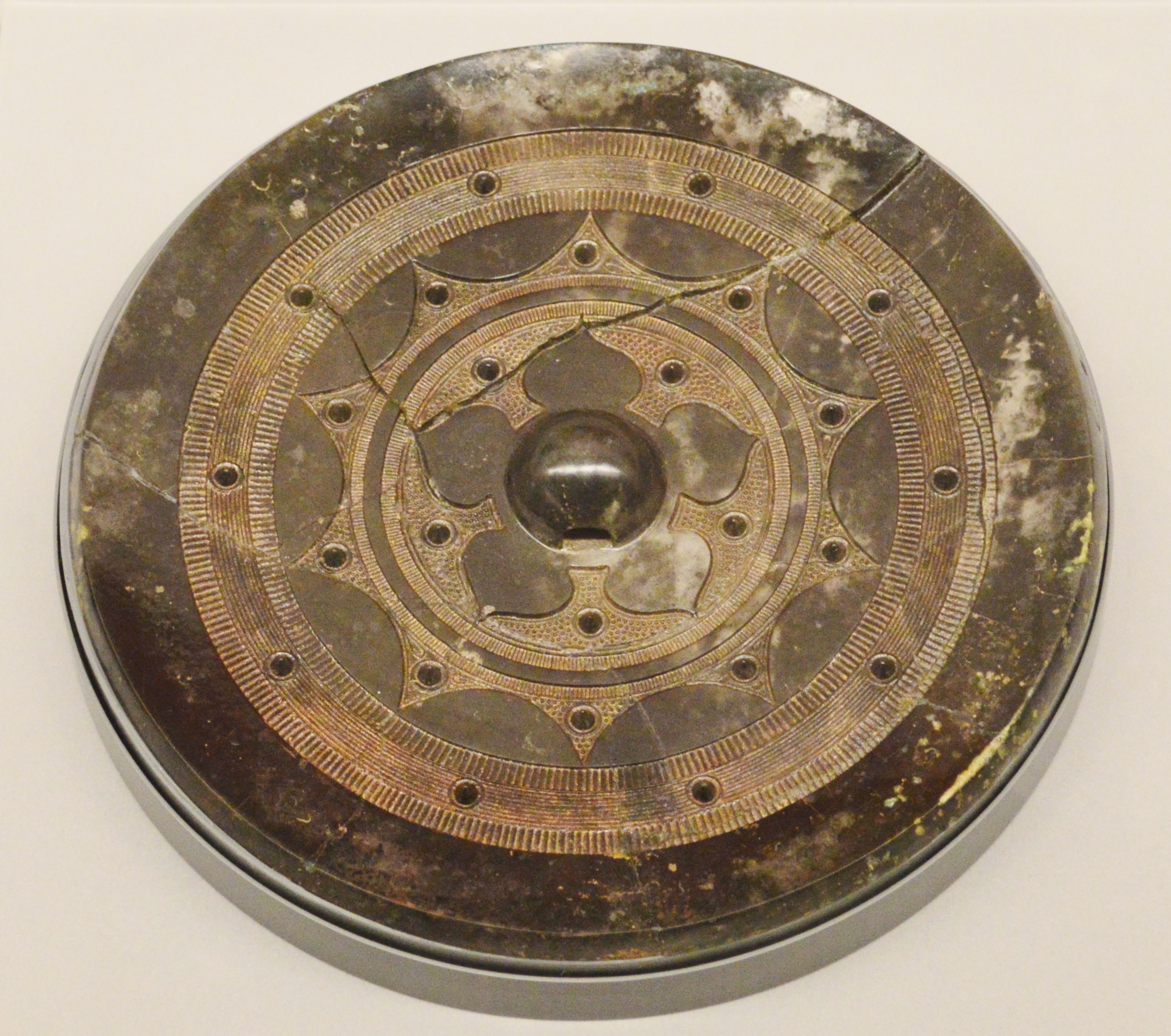
雪野山古墳 内行花文鏡 滋賀県近江八幡市ほか。観峰館企画展示時に撮影。
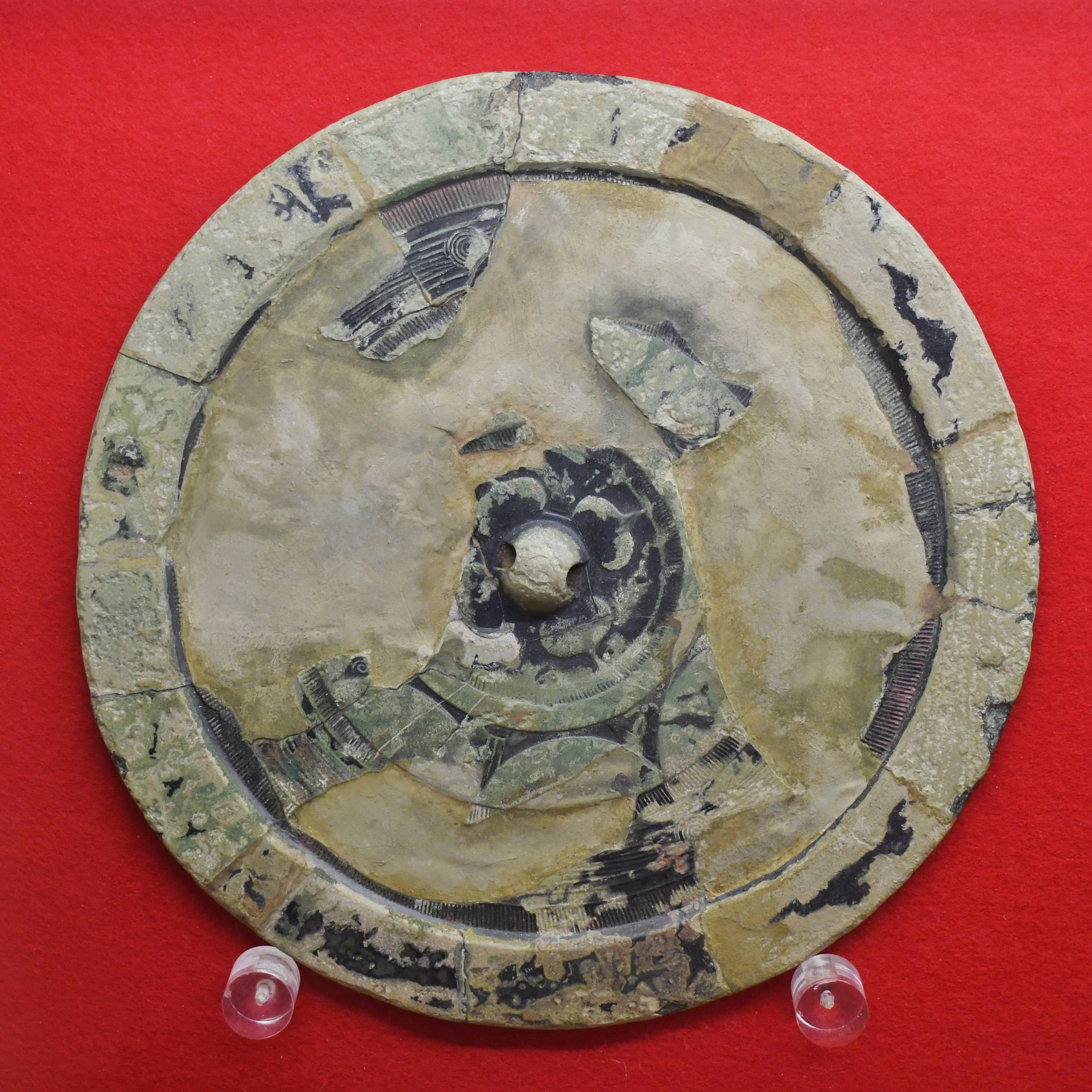
椿井大塚山古墳 内行花文鏡（複製） 京都府木津川市。山城総合文化センター展示。
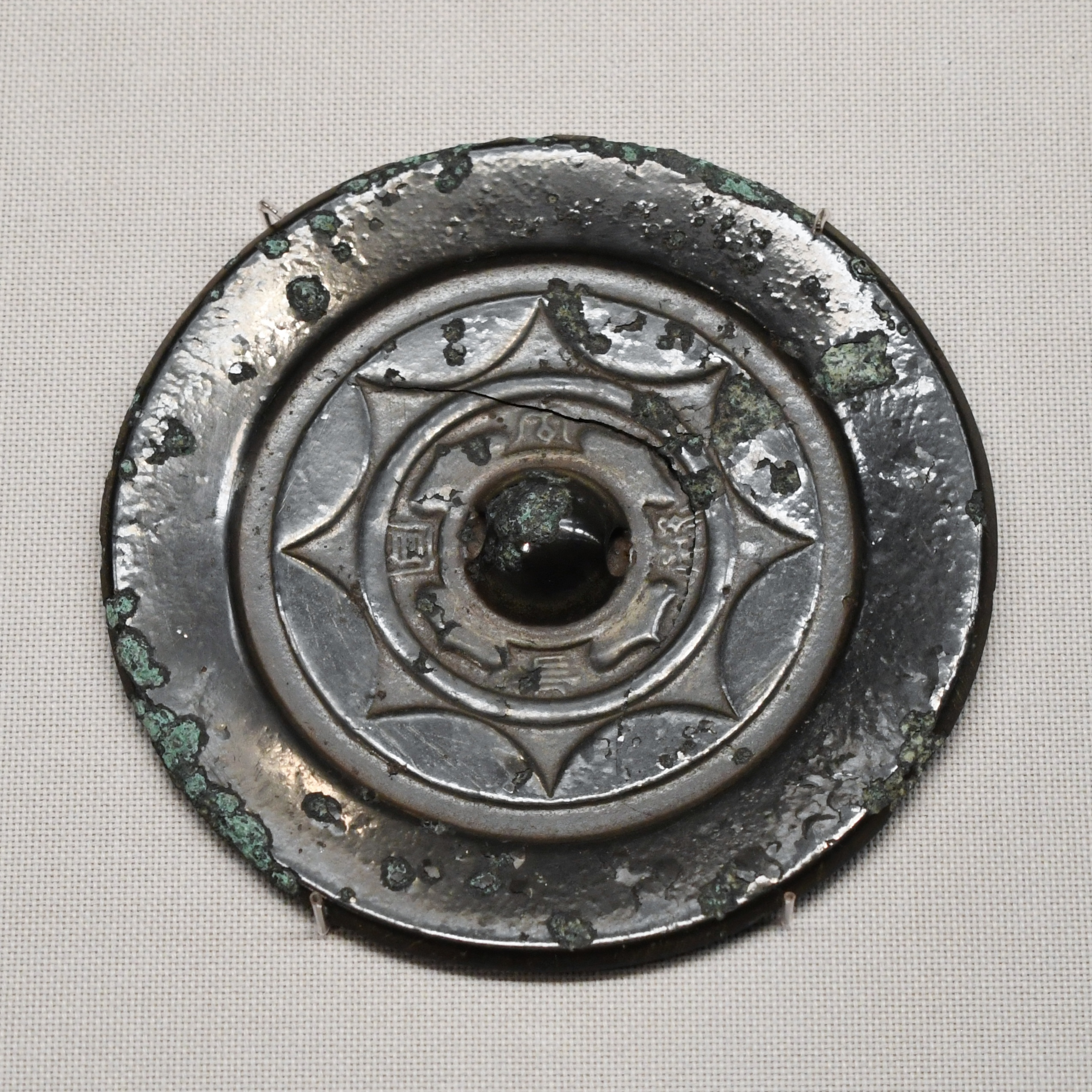
長法寺南原古墳 内行花文鏡 京都府長岡京市。東京国立博物館展示。
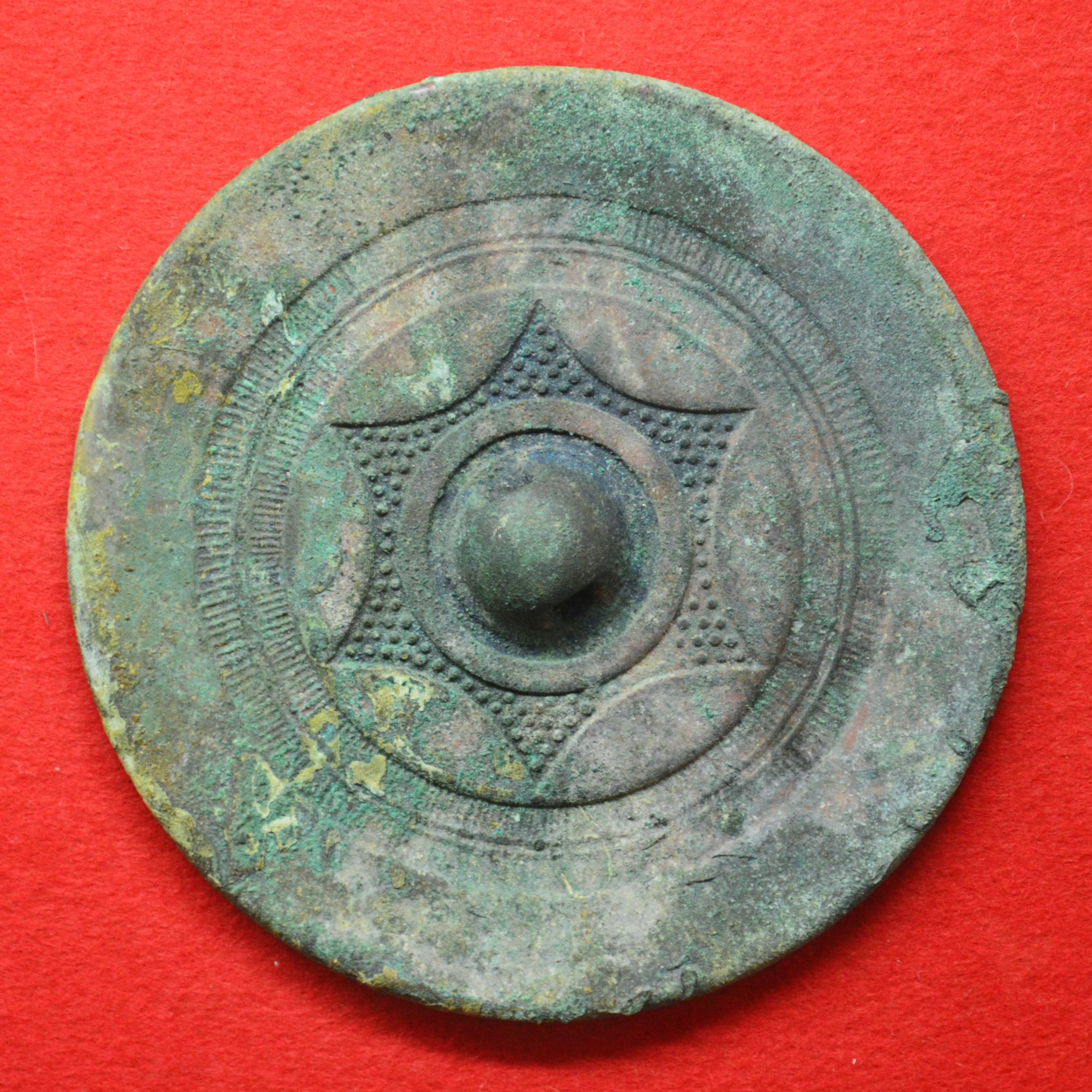
橋津4号墳（馬ノ山4号墳）埴輪棺 内行花文鏡 鳥取県湯梨浜町。東京国立博物館展示。
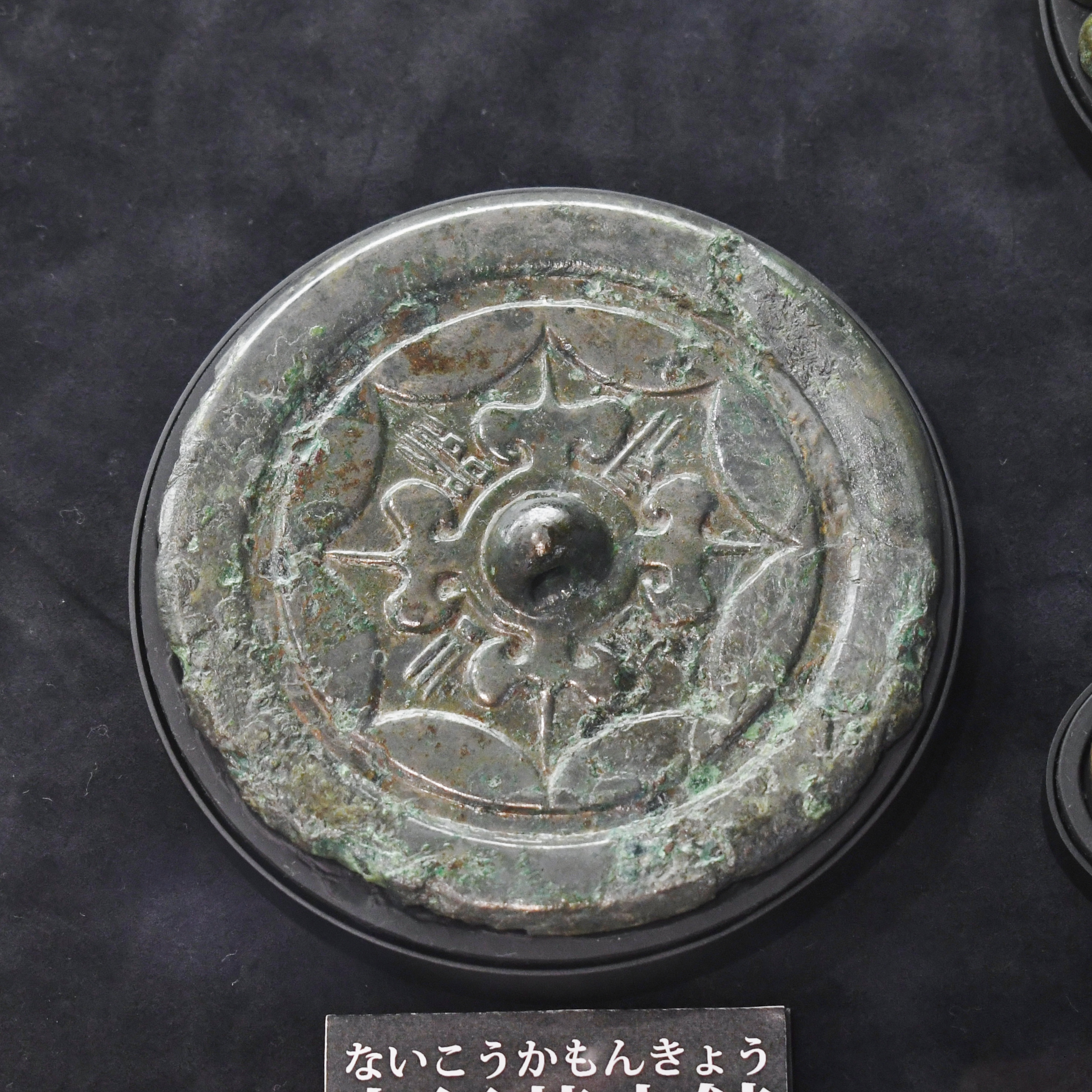
岡田山1号墳 内行花文鏡 島根県松江市。島根県立八雲立つ風土記の丘展示学習館展示。
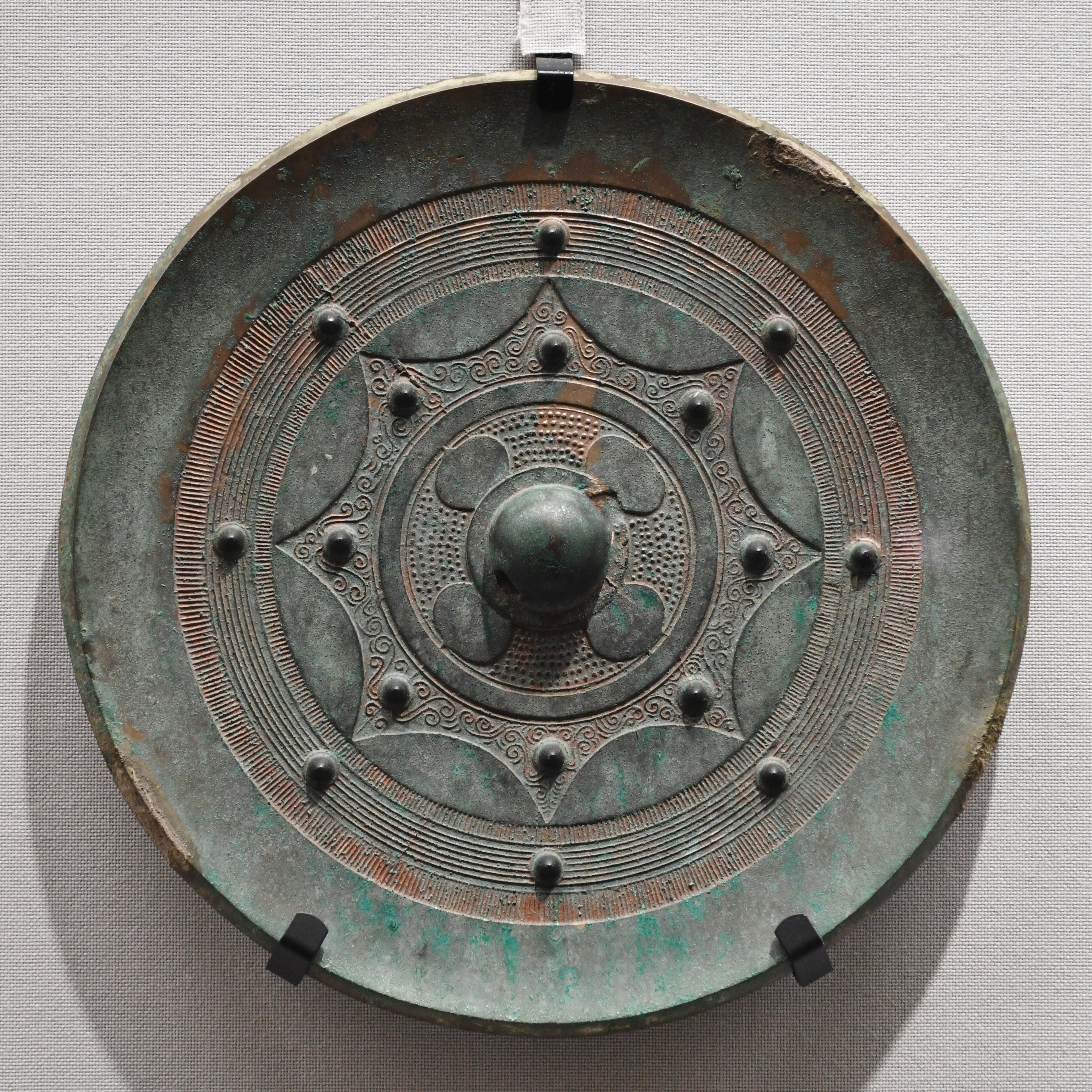
鶴山丸山古墳 変形内行花文鏡 岡山県備前市。東京国立博物館展示。
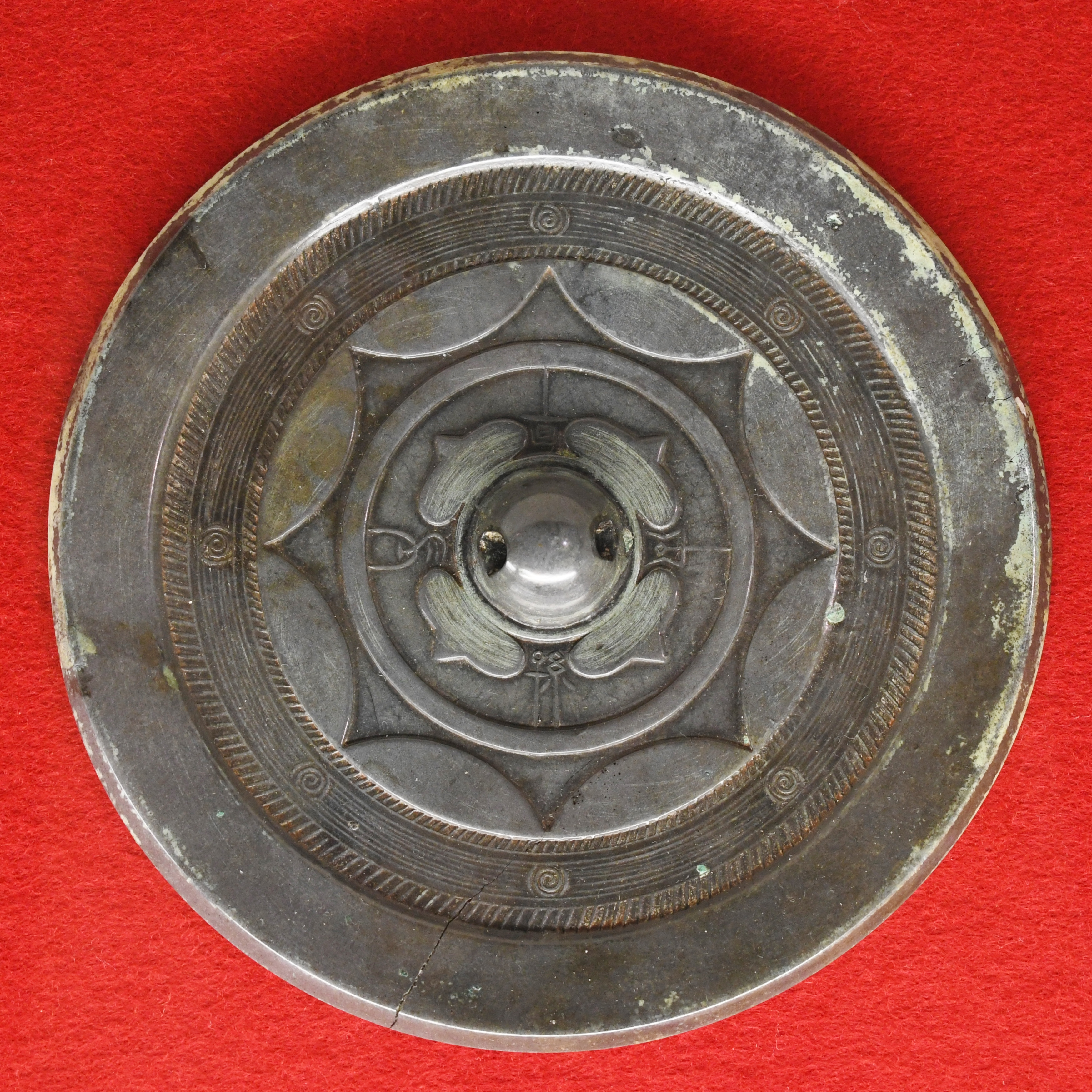
壬生西谷遺跡 内行花文鏡 広島県北広島町。広島県立歴史民俗博物館展示。
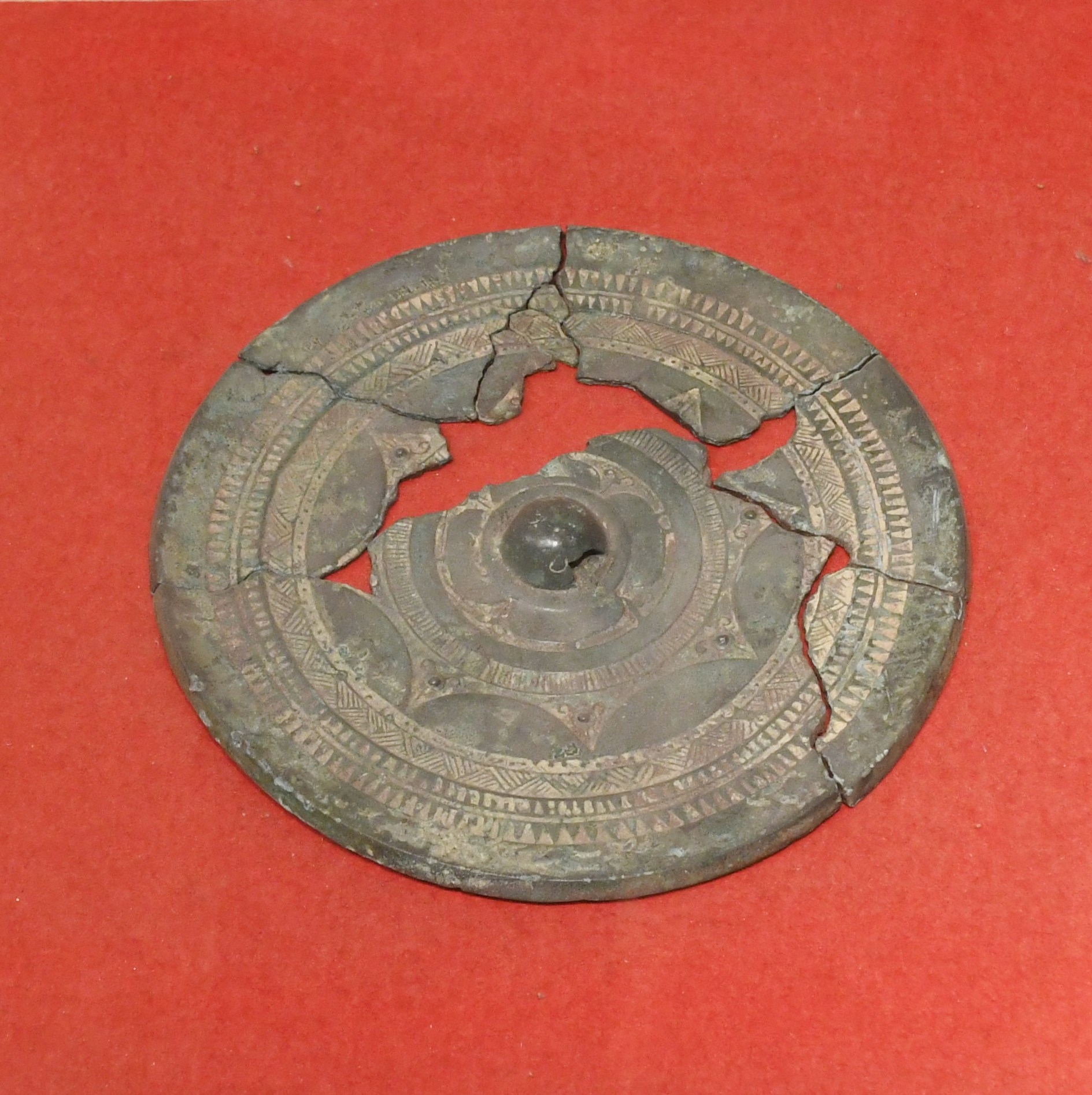
柳井茶臼山古墳 内行花文鏡（複製） 山口県柳井市。茶臼山古墳資料館展示。
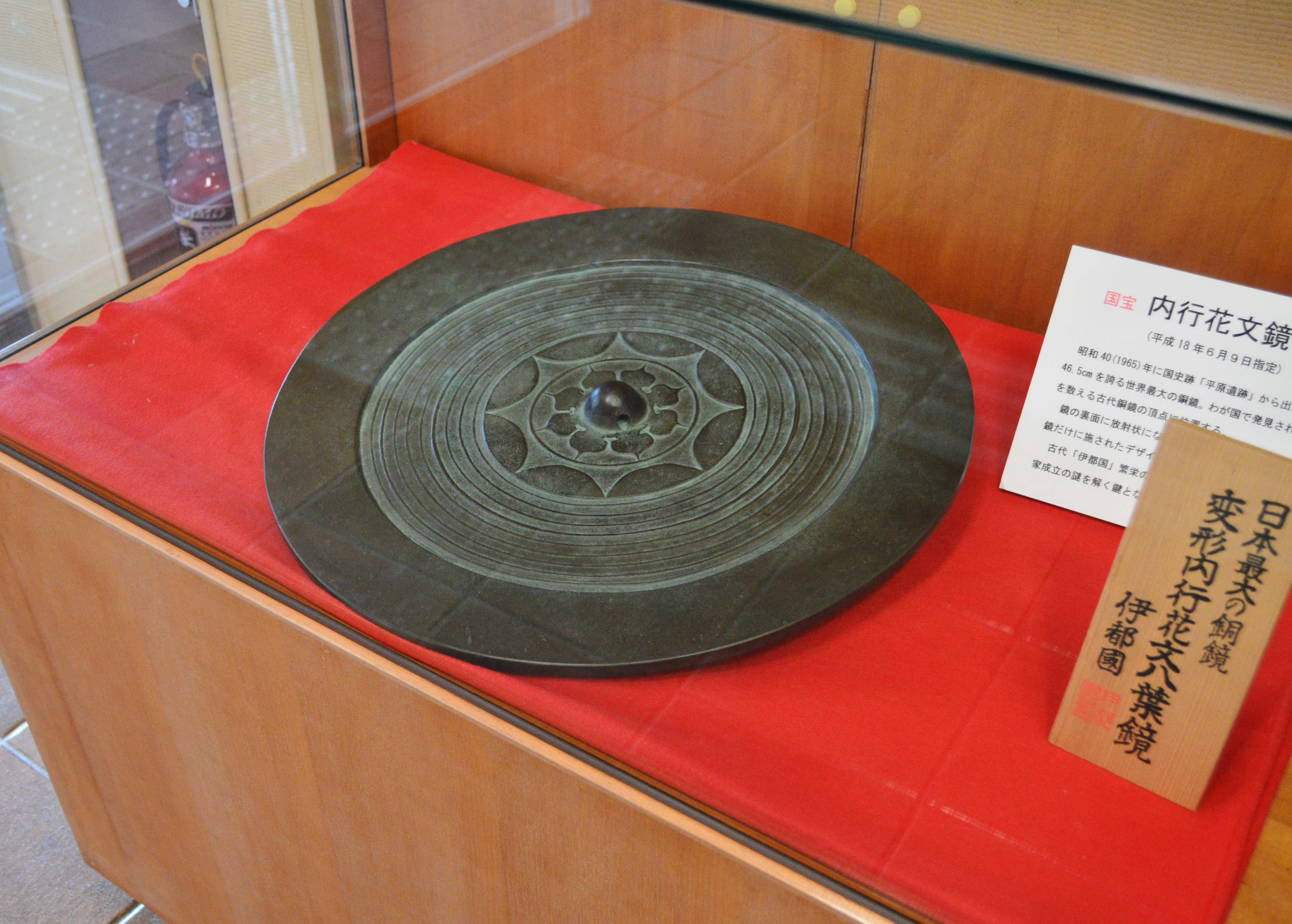
平原遺跡 変形内行花文八葉鏡（複製） 福岡県糸島市。伊都国歴史博物館展示。